# Chai (thé)
Pour les articles homonymes, voir Chai.
Chai (en hindi : चाय, /t͡ʃɑːj/) est le terme hindi employé dans le sous-continent indien pour désigner le thé. La forme la plus courante est le masala chaï (मसाला चाय), un thé noir très sucré mélangé avec du masala (un mélange d'épices) dans du lait bouillant dans une casserole.

## Étymologie

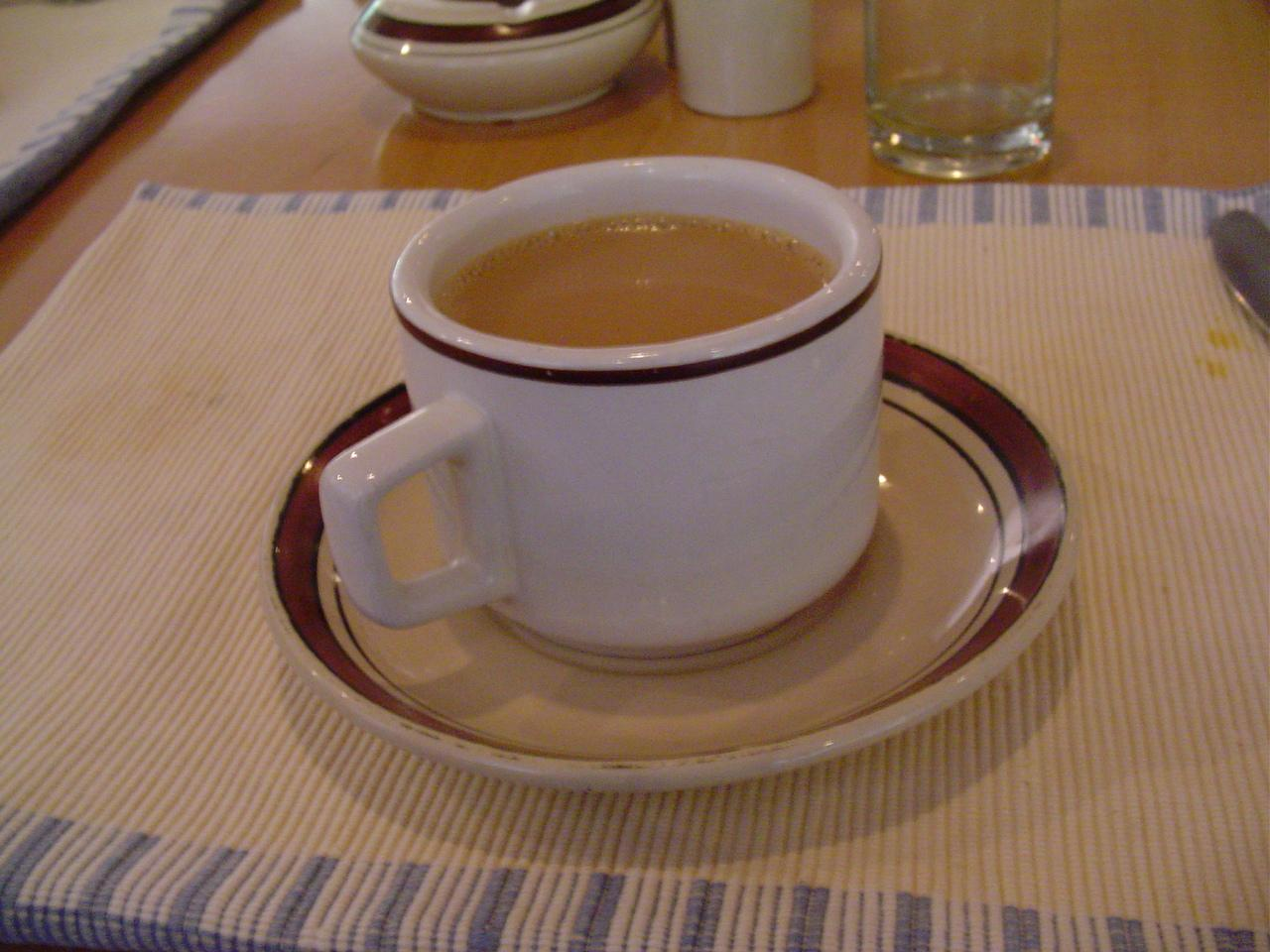
À la différence d'autres thés, le masala chai est souvent bouilli directement dans le lait.

Dans de nombreuses langues d'Europe et d'Asie, « chai » ou « cha » est le mot signifiant « thé ». Ce mot trouve son origine dans le persan : چای  (chay), lui-même venant du mandarin 茶, chá. 
On trouve parfois en français l'appellation « thé chai » pour désigner le thé consommé avec du lait et des épices : il s'agit d'une appellation tautologique puisque le mot hindi « chai » signifie lui-même déjà « thé ».

## Ingrédients et préparation

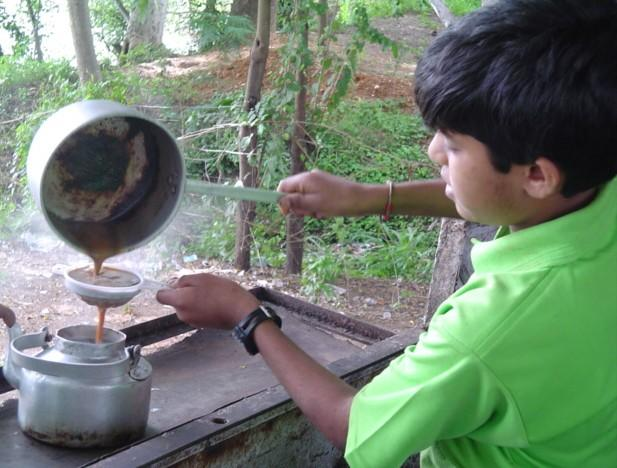
Un garçon prépare un masala chai à Mysore.

Il n'y a pas de recette fixe. Le thé est souvent un thé noir fort, comme de l'Assam, afin que les épices et le sucre n'en altèrent pas trop le goût. Le type de thé appelé mamri est traité de manière particulière de sorte qu'il se présente sous forme de granules plutôt que de feuilles. Au Cachemire, on utilise également du gunpowder.
Le chai est souvent servi sucré voire très sucré, ce qui a pour effet de rehausser le goût de certaines épices.
Le mélange d'épices contient le plus souvent du gingembre, de la cannelle, de la cardamome, de l'anis étoilé, du fenouil, du poivre, des clous de girofle voire de la coriandre, de la muscade, du cumin, ou encore, parfois, du zeste de citron.
Le plus souvent, le chai est préparé par décoction, en jetant les feuilles de thé et les épices dans le lait bouillant. Le lait est parfois mélangé avec de l'eau. Les résidus de thé et d'épices sont filtrés avant que le thé ne soit servi.